# Žena ušla
Žena ušla (Жена ушла) è un film del 1979 diretto da Dinara Asanova.

## Trama
Il film racconta la famiglia sovietica. Il marito pensava che la loro vita fosse perfetta. Sua moglie, a sua volta, era soddisfatta dei suoi guadagni. Hanno avuto un bambino. Ma la moglie era infelice e ha deciso di andarsene.